# خط عرض 20° جنوب
خط عرض 20° جنوب هي إحدى دوائر العرض الجغرافية، وهي دوائر وهمية تحيط بالكرة الأرضية، وموازية لخط الاستواء، وتتميز هذه الدائرة بأن الأراضي الواقعة عليها تنتمي للمنطقة المدارية الحارة.

## حول العالم
خط عرض 20° جنوب يبدأ من خط الزوال الأولي ويتجه شرقا ويمر عبر:
| الإحداثيات                           | البلد أو الإقليم أو البحر | ملاحظات |
| ------------------------------------ | ------------------------- | --- |
| 20°0′S 0°0′E / 20.000°S 0.000°E      | المحيط الأطلسي            | |
| 20°0′S 13°1′E / 20.000°S 13.017°E    | ناميبيا                   | |
| 20°0′S 21°0′E / 20.000°S 21.000°E    | بوتسوانا                  | |
| 20°0′S 26°55′E / 20.000°S 26.917°E   | زيمبابوي                  | |
| 20°0′S 33°1′E / 20.000°S 33.017°E    | موزمبيق                   | |
| 20°0′S 34°45′E / 20.000°S 34.750°E   | المحيط الهندي             | قناة موزمبيق |
| 20°0′S 44°28′E / 20.000°S 44.467°E   | مدغشقر                    | |
| 20°0′S 48°47′E / 20.000°S 48.783°E   | المحيط الهندي             | |
| 20°0′S 57°35′E / 20.000°S 57.583°E   | موريشيوس                  | |
| 20°0′S 57°38′E / 20.000°S 57.633°E   | المحيط الهندي             | |
| 20°0′S 119°5′E / 20.000°S 119.083°E  | أستراليا                  | أستراليا الغربية |
| 20°0′S 119°22′E / 20.000°S 119.367°E | المحيط الهندي             | |
| 20°0′S 119°44′E / 20.000°S 119.733°E | أستراليا                  | أستراليا الغربية إقليم شمالي (أستراليا) كوينزلاند |
| 20°0′S 148°16′E / 20.000°S 148.267°E | بحر المرجان               | |
| 20°0′S 148°26′E / 20.000°S 148.433°E | أستراليا                  | كوينزلاند - متنزه جزيرة غلوستر الوطني |
| 20°0′S 148°28′E / 20.000°S 148.467°E | بحر المرجان               | Passing south of Marion Reef in أستراليا's جزر بحر المرجان · مرورا بجنوب the Ilots du Mouillage, كاليدونيا الجديدة · مرورا بشمال Île Baaba, كاليدونيا الجديدة · Passing between the جزر Tanna وAnatom, فانواتو |
| 20°0′S 170°0′E / 20.000°S 170.000°E  | المحيط الهادئ             | Passing between the جزر Vatoa وOno-i-Lau, فيجي · مرورا عبر the Ha'apai island group, تونغا |
| 20°0′S 158°8′W / 20.000°S 158.133°W  | جزر كوك                   | جزيرة أتيو [لغات أخرى]‏ |
| 20°0′S 158°4′W / 20.000°S 158.067°W  | المحيط الهادئ             | Passing between the atolls of Hereheretue وAnuanuraro, تاهيتي · Passing between the atolls of Ahunui وVanavana, تاهيتي                                                                                         |
| 20°0′S 70°7′W / 20.000°S 70.117°W    | تشيلي                     | |
| 20°0′S 68°33′W / 20.000°S 68.550°W   | بوليفيا                   | |
| 20°0′S 61°53′W / 20.000°S 61.883°W   | باراغواي                  | |
| 20°0′S 58°10′W / 20.000°S 58.167°W   | بوليفيا                   | |
| 20°0′S 57°52′W / 20.000°S 57.867°W   | البرازيل                  | ماتو غروسو دو سول ساو باولو (ولاية) ميناس جرايس - لحوالي 10 km São Paulo Minas Gerais São Paulo - لحوالي 16 km Minas Gerais - لحوالي 11 km São Paulo - لحوالي 14 km Minas Gerais إسبيريتو سانتو (البرازيل)     |
| 20°0′S 39°44′W / 20.000°S 39.733°W   | المحيط الأطلسي            | |